# Степаненко Богдан Іванович
Богдан Іванович Степаненко (нар. 13 квітня 1996, Київ, Україна) — український футболіст, воротар.

## Спортивна кар'єра

### Юнацька
Вихованець футбольної школи «Атлет» (Київ), де і розпочинав свої виступи у першості України (ДЮФЛ). Згодом перейшов до іншої київської школи (ДЮСШ-15). Загалом на дитячо-юнацькому рівні провів 36 ігор. Перший тренер — Володимир Ральченко.

### Клубна
У 2013 році харківські футбольні функціонери запросили юного Богдана до складу юнацького «Металіста», де з часом він зміг пробитися і в склад молодіжної команди. Протягом 2013—2016 років провів 41 матч в усіх турнірах, в сезоні 2013/14 в складі U-19 став переможцем юнацького чемпіонату України; в складі U-21 в різні сезони разом із командою займав з 4-го по 6-те місце.
Сезон 2016/17 розпочав у донецькому «Олімпіку», де виступав за команду дублерів. За підсумками сезону разом із молодіжною командою посів 4-те місце в першій шістці УПЛ. В літнє (2017 року) міжсезоння був заявлений тернопільською «Нивою» на матчі кубка України та матчі другої ліги, проте дебютувати за тернополян йому так і не вдалось (в 9-х матчах залишився у запасі).
У березні 2018 року підписав контракт з чернівецьким футбольним клубом «Буковина». Дебютував за «Буковину» 1 квітня того ж року в матчі чемпіонату другої ліги України проти ФК «Арсенал-Київщина»; 6 квітня в матчі проти ФК «Львова» за версією Sportarena.com був визнаний кращим гравцем матчу, а 21-го числа того ж місяця відзначився 3-ох матчевою серією без пропушених голів. 18 липня в матчі проти ФК «Калуша», вперше зіграв в кубку України, 22 вересня в матчі проти «Чайки» (Петропавлівська Борщагівка) знову був визнаний кращим гравцем матчу за версією Sportarena.com.
Із весни 2019 року відбував 2-х річну дискваліфікацію, яку мав шанс оспорити та повернутися в професійний футбол значно раніше, проте спортивний арбітражний суд Лозанни залишив без змін рішення Української асоціації футболу. В зимові міжсезоння підтримував форму в міні-футбольних змаганнях Чернівецької області. У квітні 2021 року став гравцем аматорського клубу УСК «Довбуш» (Чернівці), де головним тренером був добре йому знайомий (за час виступів в «Буковині») Віталій Куниця. Під його керівництвом здобув всі внутрішні титули області та активно виступав у чемпіонаті України серед аматорів.
Влітку 2022 року знову став гравцем «Буковини», в складі якої дебютував у першій українській лізі (27 серпня того ж року в матчі проти «Епіцентра»). По завершенню  2023/24 сезону за обопільною згодою сторін покинув команду.

#### Цікаві факти
- Включений у збірну 23-го тижня Другої ліги 2017/18 за версією Sportarena.com — позиція воротар[17].
- Включений у збірну 4-го та 14-го туру Другої ліги 2018/19 за версією Sportarena.com — позиція воротар[18][19].

### Тренерська
З лютого 2019 року працює тренером воротарів в ДЮСШ «Спарта» (Чернівці). Також ставши у серпні 2022 року гравцем «Буковини» паралельно став виконувати і функції тренера воротарів, цієї діяльностю займався до приходу нового спеціаліста у зимове міжсезоння 2023/24 сезону.

#### Освіта
Вища, освітній рівень Магістр (спеціальність «Фізична культура і спорт»). Має тренерський диплом УАФ категорії: «С».

## Статистика виступів
| Клуб                | Матчі     | Матчі | Матчі  | Матчі     | Пропущено м'ячів | В ср. за матч |
| Клуб                | Чемпіонат | Кубок | Всього | «На нуль» | Пропущено м'ячів | В ср. за матч |
| ------------------- | --------- | ----- | ------ | --------- | ---------------- | ------------- |
| Буковина (Чернівці) | 31        | 1     | 32     | 8         | 50               | 1,56          |

## Досягнення
- Переможець юнацької першості України (1): 2013/14.

Аматорський рівень
- Чемпіон Чернівецької області (1): 2021
- Володар Кубка Чернівецької області (1): 2021
- Володар Суперкубка Чернівецької області (1): 2021